# 윤치영 (1803년)
윤치영(尹致英, 1803년 ~ 1856년)은 조선시대의 문신으로 자는 관여(觀汝), 호는 석오(石梧)이며 본관은 해평(海平)이다. 동산 윤치영과의 구별을 위해 석오 윤치영으로 부른다. 조선 선조 때의 재상 윤두수의 9대손이자 참판 윤명렬(尹命烈)의 아들로, 윤치희의 동생이다. 조선말에 승정원좌승지, 규장각 검교와 직각 등을 역임하였다. 묘소는 경기도 연천군에 있다.
아들 시종원 부경 윤우선(尹寓善)이 당상관으로 승진하면서 3대 추증의 예에 따라 증 가선대부 내부협판에 추증되었다.
윤용선의 숙부이자 윤덕영, 윤택영의 종증조부였다. 본관은 해평이다.

## 가계
- 고조부 : 윤상명(尹商明)
  - 증조부 : 윤득일(尹得一)
    - 할아버지 : 윤면동(尹冕東)
      - 아버지 : 윤명열(尹命烈, 이조참판), 생부 윤기동(尹紀東)
        - 형님 : 윤치승(尹致承)
          - 조카 : 윤의선(尹宜善)

        - 형님 : 윤치응(尹致膺)
          - 조카 : 윤횡선(尹宖善), 생부 : 윤치우(尹致友)

        - 형님 : 윤치희(尹致羲, 이조판서), 본명 : 윤치수에서 치희로 개명, 윤경열(尹敬烈)로 양자로 감
          - 조카 : 윤용선(尹容善, 의정대신)

        - 부인 : ?
          - 아들 : 윤우선(尹寓善)

## 같이 보기
- 윤치희
- 윤용선
- 윤치영
- 윤치호
- 윤덕영
- 윤택영